# SMS Kaiser Karl VI (1900)
El SMS Kaiser Karl VI (SMS en alemán Seiner Majestät Schiff: Buque de Su Majestad) fue un crucero acorazado de la Marina Austrohúngara, construido en el astillero naval Stabilimento Tecnico Triestino de Trieste, antes de la Primera Guerra Mundial.
Fue bautizado con el nombre del Emperador del Sacro Imperio Romano Germánico Carlos VI (1685-1740).

## Concepción
Fue el segundo crucero acorazado construido en los astilleros Stabilimento Tecnico Triestino de Trieste, donde también fue construido el crucero acorazado austro-húngaro SMS Kaiserin und Königin Maria Theresia.
El Karl VI recibió un mejor blindaje de su cintura, al nivel de su línea de flotación, y de torretas eléctricas para sus dos piezas de artillería principal.

## Historia operacional
En 1901, realizó su primer viaje de formación por el Mar Egeo, y durante los años 1902-1903, estuvo estacionado en bases del Este de Asia.

En 1909 participa en la Demostración Naval Internacional que se realizó en Oriente Medio. El siguiente año, realizó una visita a Buenos Aires para la celebración del 100º Aniversario de la República de Argentina.
En 1913, durante la Guerra de los Balcanes, realizó una demostración naval a lo largo de las costas de Montenegro.

### Primera Guerra Mundial
En 1914, al inicio de las hostilidades, pasa a formar parte de la Escuadra del Mediterráneo, y el 9 de septiembre del mismo año, junto al crucero protegido SMS Kaiser Franz Joseph I, participa en el bombardeo de las baterías costeras de Monte Lovćen, en Montenegro.
En 1915, participa en un nuevo bombardeo de las baterías de Lovćen.
El 29 de diciembre de 1915, participa en operaciones en apoyo de las actividades del crucero ligero SMS Helgoland.
Del 28 al 29 de agosto del siguiente año, participa en un ataque a las costas italianas.
El 1 de febrero de 1918, la tripulación participó en un motín de marineros en Kotor, en Montenegro.
El 19 de marzo de 1918 es desclasificado en el puerto de Šibenik, en Croacia, y transformado en pontón.
En enero de 1920, es entregados a los aliados y vendido a la acería italiana Vaccaro & Co., en Nápoles, donde fue desguazado en 1922.